# Свети Атанасий (Сятища)
Вижте пояснителната страница за други значения на Свети Атанасий.
„Свети Атанасий“ (на гръцки: Ιερός Ναός Αγίου Αθανασίου Σιάτιστας) е православна църква в град Сятища, Егейска Македония, Гърция, част от Сисанийската и Сятищка епархия на Вселенската патриаршия.
Църквата е разположена в северния край на северната махала на града Хора, над пътя за Галатини (Конско). Датата на построяване на храма не е известна. В Зосимовата кондика на 17 април 1719 година се изброяват дарения на сятищките църкви и сред тях има и посветена на Свети Атанасий. Според Филипос Зигурис църквата е изградена на мястото на по-стар храм. Това е станало вероятно в средата на XIX век, както научаваме от дописка на Атанасиос Аргириадис в смирненския вестник „Амалтия“ от 17 март 1855 г. Църквата е била широка и е посветена на Свети Атанасий, Свети Безсребреници и Свети Антоний. В нея са били запазени ценни икони.
В 1963 година сградата е разрушена изцяло и е издигната наново, както съобщава вградената мраморна плоча. На мраморни плочи са издълбани имената на емигрантите от Америка, допринесли за построяването на църквата.